# Episodi di Un cane di nome Wolf (ottava stagione)
L'ottava stagione della serie televisiva Un cane di nome Wolf è stata trasmessa in anteprima nel Regno Unito dalla ITV tra il 5 ottobre 1995 e il 14 dicembre 1995.
| nº | Titolo originale                             | Titolo italiano | Prima TV UK      | Prima TV Italia |
| -- | -------------------------------------------- | --------------- | ---------------- | --------------- |
| 1  | Moving Tail                                  |                 | 5 ottobre 1995   |                 |
| 2  | Pat Garrett and Bobby the Dog                |                 | 12 ottobre 1995  |                 |
| 3  | What Did You Do in the Ice Cream War, Doggy? |                 | 26 ottobre 1995  |                 |
| 4  | Birthday                                     |                 | 2 novembre 1995  |                 |
| 5  | Hounds of the Basketballs                    |                 | 9 novembre 1995  |                 |
| 6  | Car Trouble                                  |                 | 16 novembre 1995 |                 |
| 7  | A Dog Warden's Story                         |                 | 23 novembre 1995 |                 |
| 8  | Dog Latin                                    |                 | 30 novembre 1995 |                 |
| 9  | Translation Problems                         |                 | 7 dicembre 1995  |                 |
| 10 | Mum's the Word                               |                 | 14 dicembre 1995 |                 |